# Dianne Feinstein
Dianne Goldman Berman Feinstein, nascida  Dianne Emiel Goldman (São Francisco, Califórnia, 22 de junho de 1933 – Washington, D.C., 28 de setembro de 2023), foi uma política norte-americana. Membro do Partido Democrata, foi prefeita de São Francisco (1978 a 1988) e senadora pela Califórnia de 1992 a 2023. 
Como senadora, foi a autora da lei federal de 1994, sobre a proibição de armas de assalto (Public Safety and Recreational Firearms Use Protection Act), que expirou em 2004. Em 2013, ela apresentou um novo projeto de lei sobre o mesmo assunto, dessa vez isentando 900 modelos de armas destinadas a esporte e caça. Entretanto, a proposta foi rejeitada pelo Senado, por 60 votos a 40.
Feinstein foi a primeira e única mulher a presidir o Comitê do Regimento do Senado (United States Senate Committee on Rules and Administration), entre 2007 e 2009, e o Comitê de Inteligência (Select Committee on Intelligence), entre 2009 e 2015. Foi também a única mulher a presidir a uma tomada de posse presidencial dos EUA, quando Barack Obama assumiu a presidência dos Estados Unidos.
Depois da aposentadoria de Barbara Mikulski, em janeiro de 2017, Feinstein tornou-se a senadora mais idosa dos EUA, ainda em exercício de mandato. Reeleita em 2018 para um mandato de seis anos, ela permaneceu no cargo até sua morte em 28 de setembro de 2023, tornando-se a senadora com mais longo exercício de mandato da história dos Estados Unidos, ultrapassando Mikulski.

## Vida pessoal
Dianne Goldman nasceu em São Francisco, filha de Betty Rosenburg e Leon Goldman, um cirurgião de renome nacional. Seus avós paternos eram emigrantes judeus da Polônia; os avós maternos eram cristãos ortodoxos russos.
Em 1955, ela graduou-se em História, pela Universidade Stanford.
Feinstein foi casada três vezes. Em 1956, casou-se com Jack Berman (falecido em 2002), divorciando-se três anos depois. O casal teve uma filha, Katherine Feinstein Mariano (nascida em 1957), que é juíza da Suprema Corte de São Francisco.
Em 1962, logo após o início de sua carreira na política, Feinstein casou-se com o neurocirurgião Bertram Feinstein, que morreu de câncer de cólon em 1978. Em 1980, ela se casou com o banqueiro Richard C. Blum, seu atual marido.
Em 2003, Feinstein possuía um patrimônio estimado em 26 milhões de dólares e era a quinta senadora mais rica dos Estados Unidos. Em 2005 seu patrimônio líquido tinha aumentado para 99 milhões. Em janeiro de 2006, sua declaração de bens e direitos tinha 347 páginas.

## Carreira política

### Prefeita de São Francisco

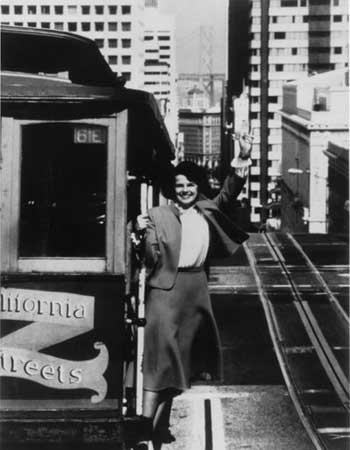
Feinstein como prefeita de São Francisco

Feinstein serviu o restante do mandato do prefeito George Moscone, assassinado em 27 de novembro de 1978, por um político rival. Ela foi reeleita em 1983, ocupando o cargo até 1988.
Um dos primeiros desafios foi o de enfrentar os problemas do sistema de teleférico de São Francisco. No final de 1979, o sistema foi desligado para reparos de emergência, e uma avaliação técnica concluiu que seria necessária uma reconstrução total, ao custo de USD 60 milhões. Feinstein pediu um empréstimo federal para a maior parte da obra. O sistema foi fechado para reconstrução em 1982 e reaberto em 1984, a tempo de a Convenção Nacional Democrata ser realizada na cidade. Feinstein também supervisionou as políticas de planejamento para aumentar o número de arranha-céus na cidade.
Durante a Convenção Nacional Democrata de 1984, houve a especulação, por parte da mídia e do público, de que o candidato Walter Mondale poderia escolher Feinstein como sua companheira de chapa. No entanto, ele escolheu Geraldine Ferraro.

### Senadora dos Estados Unidos

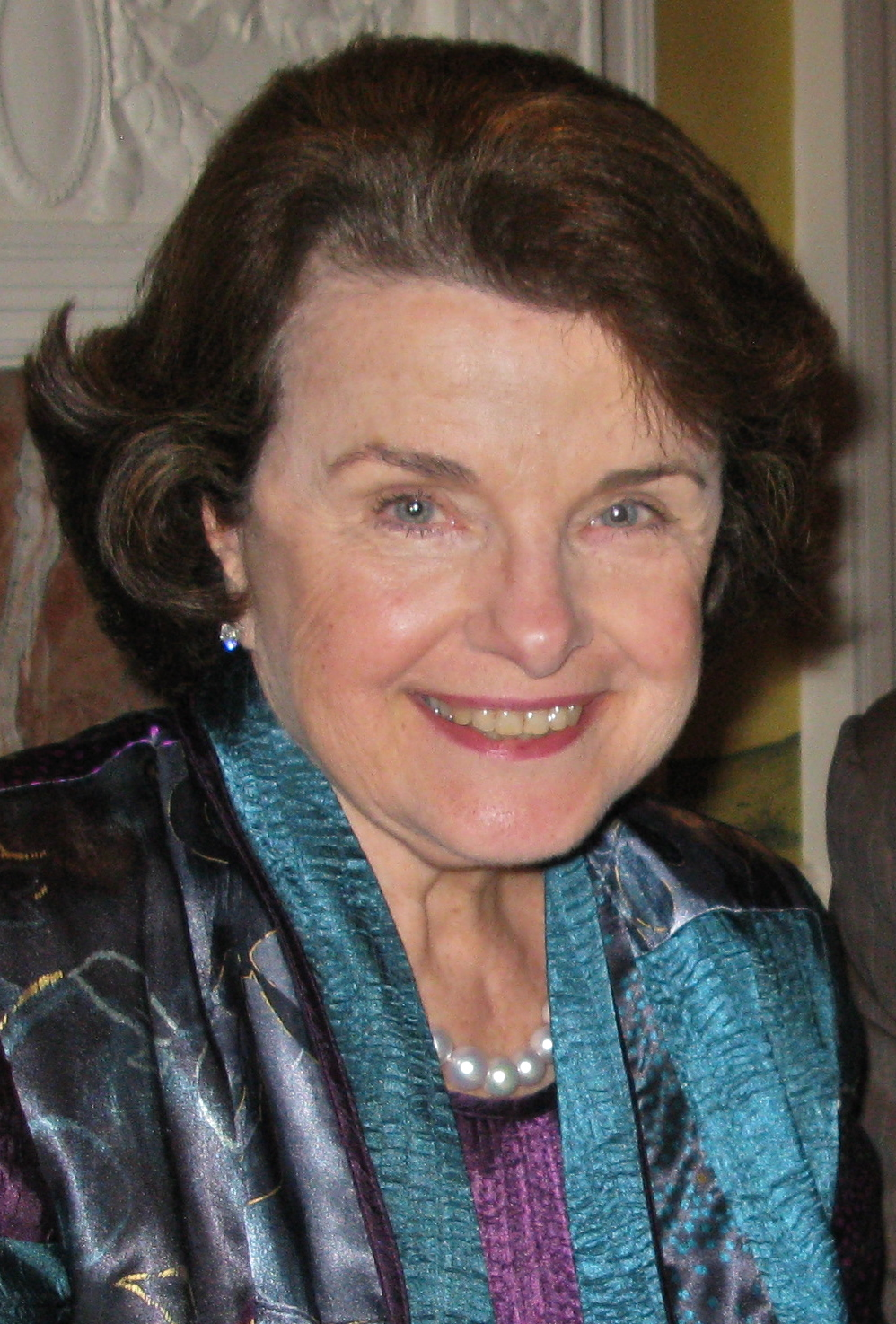
Feinstein em 2010

Em 3 de novembro de 1992, Feinstein venceu uma eleição especial, para preencher o lugar do senador Pete Wilson, que havia renunciado para assumir o cargo de governador da Califórnia. Feinstein foi reeleita em 1994, em 2000 e 2006.

#### Aprovação
| Fonte                 | Data                   | Aprova | Desaprova | Indecididos |
| --------------------- | ---------------------- | ------ | --------- | ----------- |
| Survey USA            | 17 de janeiro de 2008  | 43%    | 48%       | 10%         |
| Public Policy Polling | 2 de fevereiro de 2011 | 50%    | 39%       | 11%         |

## Posições políticas
Segundo o Los Angeles Times, Feinstein enfatizou seu centrismo quando concorreu pela primeira vez a cargos estaduais, nos anos 1990, numa época em que a Califórnia era mais conservadora. Aos poucos, ela foi tendendo ligeiramente para a esquerda, ao mesmo tempo em que a Califórnia se tornou um dos estados mais pró-democratas,  embora ela nunca tenha ingressado nas fileiras dos progressistas do partido, e pertencesse à moderada (hoje extinta) New Democrat Coalition, do Senado.

### Assuntos militares
Em 13 de junho de 1994, enquanto fazia o discurso de abertura no Stanford Stadium, Feinstein declarou:
"É hora de um plano racional de conversão da defesa em vez do fechamento aleatório de bases e do cancelamento fragmentado de contratos de defesa. Caso contrário, corremos o risco de perder, tanto para o Estado como para a nação, os maiores recursos de capital científico, técnico e humano jamais reunidos na história da humanidade".
Em 2017, sob a administração do Trump, Feinstein criticou a proibição de alistamentos de transgêneros nas forças armadas.
Também na administração Trump, Feinstein votou a favor do orçamento da defesa para o ano fiscal de 2019 (USD 675 bilhões). 

### Segurança nacional
Em 2011, Feinstein votou pela extensão do Patriot Act e das disposições da FISA.

### Atenção à saúde
Feinstein apoiou o Affordable Care Act, votando repetidamente para derrotar as iniciativas contrárias a essa lei.
Votou pela regulamentação do tabaco como droga; pela expansão do State Children's Health Insurance Program (SCHIP); pela derrubada do veto presidencial ao acréscimo de 2 a 4 milhões de crianças elegíveis para o SCHIP; pelo aumento da dedução do Medicaid para a produção de medicamentos genéricos; pela negociação de compras por atacado de medicamentos prescritos pela Medicare; pela permissão de reimportação de medicamentos do Canadá; pela permissão de os pacientes processarem empresas de seguro saúde e receberem indenizações punitivas; pela inclusão no Medicare de medicamentos prescritos; teste de meios para o Medicare (elegibilidade para o Medicare, com base  nos meios de que dispõe). Feinstein votou contra  permitir que os indígenas tribalizados optassem por não participar do serviço federal de saúde indígena (Indian Health Service).

### Pena de morte
Em 1990, quando Feinstein, concorreu pela primeira vez a um cargo no estado, ela se opôs à pena capital. Em 2004, ela pediu a pena de morte, no caso do policial de São Francisco, Isaac Espinoza, que foi morto em serviço. Já em 2018, ela se opôs à pena capital.

### Venda de armas
Em setembro de 2016, Feinstein apoiou o plano da administração Obama de vender mais de USD 1,15 bilhão em armas à Arábia Saudita. 

### Vigilância em massa e privacidade dos cidadãos
Em 12 de maio de 2011, Feinstein copatrocinou o PIPA. Em janeiro de 2012, ela se reuniu com representantes de empresas de tecnologia, incluindo Google e Facebook. Segundo um porta-voz, Feinstein "está fazendo tudo o que pode para garantir que o projeto seja equilibrado e responda às preocupações sobre propriedade intelectual da comunidade de conteúdo sem sobrecarregar injustamente empreendimentos legítimos, como os mecanismos de busca na Internet".
Após seu voto de 2012 para estender o Patriot Act e as disposições da FISA,  e após as divulgações de vigilância em massa em 2013, envolvendo a National Security Agency (NSA), Feinstein promoveu e apoiou medidas para continuar os programas de coleta de informações. Feinstein e o senador Saxby Chambliss também defenderam a solicitação da NSA à Verizon de todos os metadados sobre chamadas telefônicas feitas dentro dos EUA e dos EUA para outros países. Ambos alegaram que as informações coletadas pela inteligência nas comunicações telefônicas são usadas para conectar linhas telefônicas a terroristas e que não armazenavam o conteúdo das chamadas telefônicas ou mensagens. Segundo a Foreign Policy, Feinstein tinha a "reputação de ferrenha defensora das práticas da NSA e [da] recusa da Casa Branca em acompanhar as atividades de coleta de informações visando líderes estrangeiros".
Em outubro de 2013, Dianne Feinstein criticou a NSA por monitorar as ligações telefônicas de líderes estrangeiros aliados dos EUA. Em novembro do mesmo ano, ela propôs o projeto do FISA Improvements Act, que incluía uma "cláusula de busca pela porta dos fundos" que permitia que as agências de inteligência continuassem a fazer buscas sem mandado, desde que fossem registradas e "disponíveis para revisão" de várias agências. Seus oponentes consideraram que o projeto de lei regulamentaria o acesso, sem mandado, às comunicações de cidadãos americanos, para uso pelas autoridades policiais nacionais.
Em junho de 2013, Feinstein tachou Edward Snowden de "traidor", depois que seus "vazamentos" se tornaram públicos. Em outubro do mesmo ano, ela declarou que mantinha a mesma opinião.
Enquanto elogiava a NSA, Feinstein havia acusado a CIA de bisbilhotar e remover arquivos dos computadores de membros do Congresso, dizendo: "A CIA não perguntou ao comitê ou ao seu staff se o comitê teve acesso à revisão interna ou como a obtivemos. Em vez disso, a CIA simplesmente foi lá e vasculhou o computador do comitê". Ela também declarou que "a pesquisa da CIA pode muito bem ter violado os princípios de separação de poderes incorporados na Constituição dos Estados Unidos".
Após a disputa da criptografia do FBI-Apple em 2016, Dianne Feinstein, juntamente com Richard Burr, propôs um anteprojeto de lei que provavelmente criminalizaria todas as formas de criptografia forte na comunicação eletrônica entre cidadãos.  O anteprojeto de lei exigia que as empresas de tecnologia dos EUA fornecessem sua criptografia em "formato inteligível" (ou "assistência técnica") ao governo, para que este pudesse ter acesso a dados de usuários, mediante ordem judicial.
Em 2020, Feinstein copatrocinou o projeto de lei EARN IT, que propõe a criação de um comitê de 19 membros para instituir uma lista de melhores práticas que os websites devem seguir a fim de atender à seção 230 do Communications Decency Act. O EARN IT efetivamente tornaria ilegal a criptografia de ponta a ponta, impedindo o uso desse instrumento de segurança nas comunicações privadas.

## Morte
Enquanto ainda no cargo, Feinstein morreu em 28 de setembro de 2023, aos noventa anos.